# WS Aston
WS Aston est une écurie de Formule 1 fondée en 1952 à l’initiative du pilote amateur britannique Bill Aston. Une seule monoplace a été produite, l'Aston NB41 et engagée, sans résultat, à quatre reprises lors du championnat du monde de Formule 1 1952.

## Historique
Bill Aston, surnommé « Big Bill », est un pilote amateur spécialiste de la Formule 3. Il décide, en 1952, de s'engager en Formule 1 au sein de sa propre écurie et demande à Archie Butterworth de lui construire une monoplace copiée sur la Cooper T20. La NB41 utilise un moteur Butterworth à quatre cylindres à plat, composé d'un bloc en alliage léger alimenté par des carburateurs Amal. Il est refroidi par air et d'une cylindrée de deux litres, suivant la réglementation de la Formule 2 en vigueur et développe environ cent quarante chevaux.  
Lors de la réalisation du projet, le pilote Robin Montgomerie-Charrington se montre intéressé et commande à son ami Bill Aston la construction d'une seconde voiture. Les deux monoplaces sont engagées au sein de l'écurie WS Aston à quelques épreuves de championnat du monde des pilotes en 1952.
Lors de son premier Grand Prix, en Belgique en 1952, Robert Montgomerie-Charrington abandonne à la suite d'une suspension cassée et d'un problème électrique qui met le feu à la voiture. Au Grand Prix suivant, en Grande-Bretagne, Bill Aston le remplace mais il ne prend pas le départ. En Allemagne, Aston abandonne à cause d'un problème de pression d'huile après avoir obtenu la vingt-et-unième place de la grille de départ puis, en Italie, il ne réussit pas à se qualifier. 
L'écurie cesse tout engagement en Formule 1 à l'issue de ces quatre épreuves.

## Résultats en championnat du monde de Formule 1
| Saison | Écurie   | Châssis    | Moteur               | Pneus  | Pilotes                                  | Grands Prix disputés | Points inscrits | Classement |
| ------ | -------- | ---------- | -------------------- | ------ | ---------------------------------------- | -------------------- | --------------- | ---------- |
| 1952   | WS Aston | Aston NB41 | Butterworth 4 à plat | Dunlop | Robin Montgomerie-Charrington Bill Aston | 4 (2 départs)        | 0               | -          |

| Saison | Écurie   | Châssis    | Moteur      | Pneumatiques | Pilotes                       | Courses | Courses | Courses | Courses | Courses | Courses | Courses | Courses | Points inscrits | Classement |
| Saison | Écurie   | Châssis    | Moteur      | Pneumatiques | Pilotes                       | 1       | 2       | 3       | 4       | 5       | 6       | 7       | 8       | Points inscrits | Classement |
| ------ | -------- | ---------- | ----------- | ------------ | ----------------------------- | ------- | ------- | ------- | ------- | ------- | ------- | ------- | ------- | --------------- | ---------- |
| 1952   | WS Aston | Aston NB41 | Butterworth | Dunlop       |                               | SUI     | 500     | BEL     | FRA     | GBR     | ALL     | P-B     | ITA     | -               | -          |
| 1952   | WS Aston | Aston NB41 | Butterworth | Dunlop       | Robin Montgomerie-Charrington |         |         | Abd     |         |         |         |         |         | -               | -          |
| 1952   | WS Aston | Aston NB41 | Butterworth | Dunlop       | Bill Aston                    |         |         |         |         | Np      | Abd     |         | Nq      | -               | -          |

Légende : ici